# David Ospina
David Ospina (sinh ngày 31 tháng 8 năm 1988) là một thủ môn người Colombia hiện đang đầu quân cho câu lạc bộ Atlético Nacional tại Giải vô địch quốc gia Colombia và là đội trưởng Đội tuyển bóng đá quốc gia Colombia.
Ospina bắt đầu sự nghiệp của mình tại Atlético Nacional, ra mắt câu lạc bộ này vào năm 2005. Sau khi đạt được hai danh hiệu quốc nội với Los Verdolagas, Ospina gia nhập đội bóng Nice của Pháp. Năm 2014, anh gia nhập Arsenal theo bản hợp đồng có thời hạn 4 năm. Vào năm 2018, Ospina được cho CLB Napoli của Serie A mượn. Một năm sau, Napoli ký hợp đồng mua đứt Ospina.
Ospina đã đại diện cho đất nước của mình ở cấp độ quốc tế đầy đủ kể từ năm 2007. Ở cấp độ trẻ, Ospina đã đại diện cho Colombia tại Giải vô địch trẻ thế giới năm 2005 của FIFA . Đáng chú ý, anh là một phần của đội Colombia đã giành huy chương vàng tại Đại hội thể thao Bolivarian 2005 và Đại hội thể thao Trung Mỹ và Caribe 2006 . Trong trận ra mắt trước Uruguay , anh trở thành thủ môn trẻ nhất khoác áo Colombia. Kể từ đó, anh ấy đã có 124 lần khoác áo ĐTQG, trở thành cầu thủ khoác áo ĐTQG nhiều nhất mọi thời đại , xuất hiện ở 4 Copa Américas và 2 World Cup .

## Sự nghiệp cấp câu lạc bộ

### Atlético Nacional
Ospina bắt đầu sự nghiệp thi đấu chuyên nghiệp của mình ở đội một của Atlético Nacional năm 2007. Anh chơi tổng cộng 97 trận cho câu lạc bộ, cũng như được triệu tập vào đội tuyển quốc gia. Cùng với đội bóng, anh đã giành được 2 danh hiệu. Vào giữa mùa giải 2008, Ospina chuyển đến Pháp khoác áo câu lạc bộ Nice.

### Nice

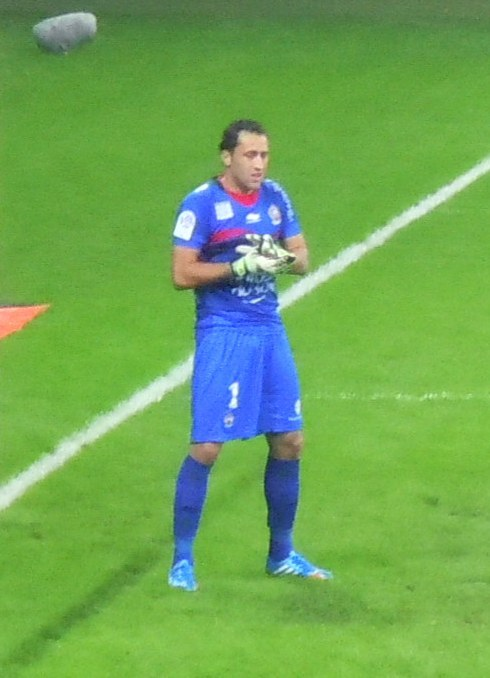
Ospina đang thi đấu cho Nice.

Sau 3 mùa giải chơi ở Atlético Nacional, Ospina ở tuổi 19 đã chuyển tới đội bóng Pháp Nice mới một bản hợp đồng định giá khoảng 2 triệu euro. Anh chính là sự lựa chọn thay thế cho người tiền nhiệm Hugo Lloris, người đã chuyển sang Lyon với giá 8.5 triệu euro. Tuy nhiên thủ thành người Colombia chỉ là sự lựa chọn số 2 sau Lionel Letizi trong vài tháng đầu, trước khi chính thức được trao suất đá chính. Frederic Antonetti, người đã đưa anh tới câu lạc bộ nói rằng: "Anh ấy có đầy đủ những tố chất của một thủ môn xuất sắc. Anh ấy toàn diện cả trong sân bóng lẫn ngoài sân cỏ. Thậm chí Ospina còn có khả năng để trở thành nhà vô địch trong tương lai không xa. Nếu Hugo Lloris là một thủ môn xuất chúng, David chắc chắn cũng không hề kém cạnh." 
Sau màn trình diễn hết sức thuyết phục ở vòng chung kết World Cup trong màu áo đội tuyển quốc gia Colombia, Ospina được nhiều câu lạc bộ lớn ở châu Âu săn đón. Dù nhận được sự quan tâm rất lớn từ phía Atlético Madrid, Puel vẫn quyết định để anh gia nhập câu lạc bộ nước Anh Arsenal.

### Arsenal

#### Mùa giải 2014-15
Ngày 27 tháng 7 năm 2014, Arsenal chính thức xác nhận rằng họ đã có được chữ ký của thủ thành David Ospina với một khoản phí không được tiết lộ, kèm theo bản hợp đồng có thời hạn 4 năm. Theo trang Instagram chính thức của câu lạc bộ, Pháo thủ tiết lộ anh sẽ khoác chiếc áo số 13, mà trước đây Emiliano Viviano đã từng mặc. Ngày ngày 23 tháng 9 năm 2014, Ospina có trận ra mắt trong trận gặp Southampton tại League Cup, trận đấu mà Pháo Thủ để thua 1-2. Trận đấu thứ hai của anh là vào ngày 1 tháng 10 khi Arsenal có chuyến làm khách gặp Galatasaray trong khuôn khổ vòng bảng UEFA Champions League. Anh vào sân thay Alexis Sánchez sau khi thủ môn chính Wojciech Szczęsny bị truất quyền thi đấu. Dù lãnh trọng trách nặng nề nhưng thủ môn người Colombia đã thi đấu rất tốt, trận đó Pháo thủ thắng nhẹ nhàng 4-1. Tuy nhiên vào tháng 10 Ospina một lần nữa dính phải một chấn thương và phải nghỉ tới 3 tháng. Vào ngày 11 tháng 1 năm 2015, thủ thành người Colombia trở lại và bắt chính tại Premier League trong tất cả các trận đấu còn lại, và vẫn đang giữ kỉ lục giữ sạch lưới của giải.Anh ngồi dự bị trong chiến thắng 4-0 của Arsenal trong trận Chung kết Cúp FA 2015 trước Aston Villa.

#### Mùa giải 2015-16
Ospina có trận đầu tiên trong mùa giải trong trận thua 2-1 trước Dinamo Zagreb ở Champions League 2015–16.Anh bắt chính trong chiến thắng 2-1 của các Arsenal trước Tottenham thuộc khuôn khổ League Cup.Vào ngày 30 tháng 9,màn trình diễn tệ cùng với pha phản lưới nhà của anh đã khiến Arsenal phải nhận thất bại trước Olympiakos F.C. tại Champions League.Ospina bị chấn thương vai trong kỳ nghỉ thi đấu quốc tế vào tháng 10 khiến anh phải nghỉ thi đấu cho đến tháng 11.

#### Mùa giải 2016-17
Ospina có trận bắt chính đầu tiên cho Arsenal ở mùa giải 2016–17 trong trận mở màn của câu lạc bộ ở Vòng bảng UEFA Champions League trước Paris Saint Germain,anh có màn trình diễn xuất sắc giúp Pháo Thủ có trận hòa 1-1;Ospina bắt chính trong trận chung kết FA Cup,trận đấu mà các Pháo Thủ có chiến 2-1 trước Chelsea,qua đó có lần thứ 13 vô địch giải đấu này.

#### Mùa giải 2017-18
Anh bắt chính trong chiến thắng 1-0 của Arsenal trước Doncaster Rovers ở Carabao Cup.Ospina giữ sạch lưới khi Pháo thủ đánh bại AC Milan với tỷ số 2–0 ngay tại "thánh địa" San Siro ở vòng 16 đội Europa League.

#### Napoli(mượn)
Vào ngày 15 tháng 8 năm 2018,Ospina gia nhập Napoli theo bản hợp đồng cho mượn có thời hạn 1 năm kèm theo điều khoản mua đứt.Vào ngày 17 tháng 3 năm 2019,ở phút 44 trong trận đấu với Udinese,thủ thành người Colombia bất ngờ đổ gục xuống sân dù không có bất kỳ va chạm nào.Trước đó,ở phút thứ 7 anh va chạm với cầu thủ bên phía Udinese khiến anh bị chấn thương ở vùng đầu nhưng vẫn tiếp tục thi đấu.

### Napoli
Vào ngày 4 tháng 7 năm 2019, Napoli chính thức ký hợp đồng với Ospina từ Arsenal với mức phí chuyển nhượng 5 triệu bảng.Trong trận bán kết lượt về Coppa Italia 2019–20 trước Inter Milan,Ospina đã mắc lỗi trong bàn thắng mở tỷ số của Christian Eriksen.Những phút sau đó,thủ thành người Colombia chơi xuất sắc giúp Napoli có trận hòa 1-1 (tổng tỷ số 2-1) qua đó tiến thẳng vào trận chung kết.Anh bị treo giò ở trận chung kết khi Napoli đánh bại Juventus trên chấm luân lưu. 

### Al-Nassr
Vào ngày 11 tháng 7 năm 2022, Ospina gia nhập câu lạc Al Nassr theo dạng chuyển nhượng tự do.

## Đời sống cá nhân
David Ospina từng là anh vợ của cầu thủ người Colombia James Rodríguez, người đã cưới em gái anh Daniela vào năm 2011. Ospina cũng đã cưới một người mẫu Colombia Jesica Sterling vào năm 2011 và có với nhau đứa con gái đầu lòng Dulce María. Tuy nhiên sau 2 năm chung sống, James Rodríguez và Daniela đã ly dị.

## Thống kê sự nghiệp

### Câu lạc bộ
Tính đến ngày 31 tháng 5 năm 2024
| Câu lạc bộ          | Mùa giải            | Giải vô địch        | Giải vô địch | Giải vô địch | Cúp quốc gia | Cúp quốc gia | Cúp liên đoàn | Cúp liên đoàn | Châu lục | Châu lục | Khác | Khác | Tổng cộng | Tổng cộng |
| Câu lạc bộ          | Mùa giải            | Hạng đấu            | Trận         | Bàn          | Trận         | Bàn          | Trận          | Bàn           | Trận     | Bàn      | Trận | Bàn  | Trận      | Bàn       |
| ------------------- | ------------------- | ------------------- | ------------ | ------------ | ------------ | ------------ | ------------- | ------------- | -------- | -------- | ---- | ---- | --------- | --------- |
| Atlético Nacional   | 2006                | Categoría Primera A | 34           | 0            | 0            | 0            | –             | –             | 1        | 0        | –    | –    | 35        | 0         |
| Atlético Nacional   | 2007                | Categoría Primera A | 47           | 0            | 0            | 0            | –             | –             | 4        | 0        | –    | –    | 51        | 0         |
| Atlético Nacional   | 2008                | Categoría Primera A | 16           | 0            | 0            | 0            | –             | –             | 7        | 0        | –    | –    | 23        | 0         |
| Atlético Nacional   | Tổng cộng           | Tổng cộng           | 97           | 0            | 0            | 0            | 0             | 0             | 12       | 0        | 0    | 0    | 109       | 0         |
| Nice                | 2008–09             | Ligue 1             | 25           | 0            | 0            | 0            | 2             | 0             | 0        | 0        | –    | –    | 27        | 0         |
| Nice                | 2009–10             | Ligue 1             | 37           | 0            | 1            | 0            | 0             | 0             | 0        | 0        | –    | –    | 38        | 0         |
| Nice                | 2010–11             | Ligue 1             | 35           | 0            | 0            | 0            | 1             | 0             | 0        | 0        | –    | –    | 36        | 0         |
| Nice                | 2011–12             | Ligue 1             | 37           | 0            | 0            | 0            | 1             | 0             | 0        | 0        | –    | –    | 38        | 0         |
| Nice                | 2012–13             | Ligue 1             | 26           | 0            | 0            | 0            | 2             | 0             | 0        | 0        | –    | –    | 28        | 0         |
| Nice                | 2013–14             | Ligue 1             | 29           | 0            | 1            | 0            | 0             | 0             | 2        | 0        | –    | –    | 32        | 0         |
| Nice                | Tổng cộng           | Tổng cộng           | 189          | 0            | 2            | 0            | 6             | 0             | 2        | 0        | 0    | 0    | 199       | 0         |
| Arsenal             | 2014–15             | Premier League      | 18           | 0            | 1            | 0            | 1             | 0             | 3        | 0        | –    | –    | 23        | 0         |
| Arsenal             | 2015–16             | Premier League      | 4            | 0            | 4            | 0            | 1             | 0             | 3        | 0        | –    | –    | 12        | 0         |
| Arsenal             | 2016–17             | Premier League      | 2            | 0            | 4            | 0            | 0             | 0             | 8        | 0        | –    | –    | 14        | 0         |
| Arsenal             | 2017–18             | Premier League      | 5            | 0            | 1            | 0            | 5             | 0             | 10       | 0        | –    | –    | 21        | 0         |
| Arsenal             | Tổng cộng           | Tổng cộng           | 29           | 0            | 10           | 0            | 7             | 0             | 24       | 0        | 0    | 0    | 70        | 0         |
| Napoli (mượn)       | 2018–19             | Serie A             | 17           | 0            | 1            | 0            | –             | –             | 6        | 0        | –    | –    | 24        | 0         |
| Napoli              | 2019–20             | Serie A             | 17           | 0            | 4            | 0            | –             | –             | 2        | 0        | –    | –    | 23        | 0         |
| Napoli              | 2020–21             | Serie A             | 16           | 0            | 3            | 0            | –             | –             | 3        | 0        | 1    | 0    | 23        | 0         |
| Napoli              | 2021–22             | Serie A             | 31           | 0            | 1            | 0            | –             | –             | 1        | 0        | –    | –    | 33        | 0         |
| Napoli              | Tổng cộng           | Tổng cộng           | 81           | 0            | 9            | 0            | 0             | 0             | 12       | 0        | 1    | 0    | 103       | 0         |
| Al Nassr            | 2022–23             | Saudi Pro League    | 13           | 0            | 1            | 0            | –             | –             | –        | –        | 0    | 0    | 14        | 0         |
| Al Nassr            | 2023–24             | Saudi Pro League    | 11           | 0            | 2            | 0            | –             | –             | 1        | 0        | 1    | 0    | 15        | 0         |
| Al Nassr            | Tổng cộng           | Tổng cộng           | 24           | 0            | 3            | 0            | 0             | 0             | 1        | 0        | 1    | 0    | 29        | 0         |
| Tổng cộng sự nghiệp | Tổng cộng sự nghiệp | Tổng cộng sự nghiệp | 420          | 0            | 24           | 0            | 13            | 0             | 51       | 0        | 2    | 0    | 510       | 0         |

1. 1 2 3 4  Ra sân ở UEFA Europa League
2. 1 2 3 4 5  Ra sân ở UEFA Champions League
3. ↑  Ra sân ở Supercoppa Italiana
4. ↑  Ra sân ở AFC Champions League
5. ↑  Ra sân ở Saudi Super Cup

### Quốc tế
Tính đến 26 tháng 3 năm 2024
| Đội tuyển quốc gia | Năm       | Trận | Bàn |
| ------------------ | --------- | ---- | --- |
| Colombia           | 2007      | 1    | 0   |
| Colombia           | 2008      | 1    | 0   |
| Colombia           | 2009      | 8    | 0   |
| Colombia           | 2010      | 5    | 0   |
| Colombia           | 2011      | 9    | 0   |
| Colombia           | 2012      | 8    | 0   |
| Colombia           | 2013      | 10   | 0   |
| Colombia           | 2014      | 8    | 0   |
| Colombia           | 2015      | 12   | 0   |
| Colombia           | 2016      | 13   | 0   |
| Colombia           | 2017      | 8    | 0   |
| Colombia           | 2018      | 11   | 0   |
| Colombia           | 2019      | 10   | 0   |
| Colombia           | 2020      | 1    | 0   |
| Colombia           | 2021      | 16   | 0   |
| Colombia           | 2022      | 6    | 0   |
| Colombia           | 2024      | 1    | 0   |
| Tổng cộng          | Tổng cộng | 128  | 0   |

## Danh hiệu

### Câu lạc bộ

#### Atlético Nacional
- Categoría Primera A: 2005 Apertura, 2007 Apertura, 2007 Finalización[21]

#### Arsenal
- FA Cup: 2014–15,[22] 2016–17[23]
- FA Community Shield: 2017[24]

#### Napoli
- Coppa Italia: 2019–20[25][21]

### Quốc tế

#### U-20 Colombia
- Central American and Caribbean Games: 2006

#### Đội tuyển quốc gia Colombia
- Á quân Copa América: 2024
- Hạng ba Copa América: 2016, 2021

## Liên kết
- David Ospina tại National-Football-Teams.com
- David Ospina tại Soccerbase
- David Ospina – Thành tích thi đấu tại UEFA
- David Ospina tại Soccerway